# 신천 강씨
신천 강씨(信川 康氏)는 황해남도 신천군이 본관인 고구려출신의 강호경(康虎景)을 시조로 하는 한국의 성씨다.

## 기원
《신천강씨대동보(信川康氏大同譜)》에 따르면, 주나라(周) 무왕(武王)의 동생 강숙(康叔)의 둘째 아들 강후(康候)가 기원전 198년에 조선 평양에 들어와 왕실을 교화한 공으로 기자(箕子)로부터 강씨 성을 받았다고 한다.

## 역사
시조 강호경(康虎景)은 김관의의 고려편년통록(高麗編年通載)에 의하면 고구려 출신으로 강후(康侯)의 68대손이며 처음 이름은 강기(康騎), 신라의 성골장군(聖骨將軍)을 지냈다고 한다. 고려 태조 왕건의 외6대조라고 한다.
강호경의 14세손인 강지연(康之淵)이 고려 명종(明宗) 때 문하시중(門下侍中)을 지내고 1231년(고려 고종 18) 몽골의 개경(開京) 침략으로 이듬해 강화도(江華島)로 천도할 때 왕을 호종하여 호성공신(扈聖功臣)에 올라 신성부원군(信城 府院君)에 봉해졌다.
그 밖에 조선 명종 시기 야사집인 삼한습유기(三韓拾遺紀)에는 용 (성씨)씨와 신천 강씨가 본래 고구려 비류수(현재 중국 만주 혼강) 상류에 위치한 비류국 출신이라 기록되어 있는데 비류국은 동명성왕의 정복 후에 오부 중 왕가를 배출한 계루부 다음으로 강대한 세력을 가졌던 연노부(비류나부)가 된다.

## 본관
신천(信川)은 황해도 중앙부에 위치하는 지명으로 고구려 때는 승산군(升山郡)이었고 고려 때에는 신주(信州)라고 하였다. 757년(신라 경덕왕 16) 두 지역 모두 중반군(重盤郡)에 소속되었고, 궁홀은 궐구(闕口)로 개칭되었다. 승산과 궐구는 태봉 때 또는 고려의 후삼국 통일 전에 신주(信州)와 유주(儒州)로 개칭된 것으로 짐작된다. 신주는 995년(성종 14) 방어진으로 바뀌었다가 1012년(현종 3) 폐지되고 황주(黃州)의 속현이 되었다. 유주는 1018년 풍주(豊州)의 속현이 되었다가 1259년(고종 46) 문화현(文化縣)으로 승격하였다.
1413년(태종 13)에 신천으로 개칭되어 현감을 두었다가 1469년(예종 1)에 군으로 승격되었으며, 1909년에 문화군과 병합되었다.

## 분파
- 곡산 강씨(谷山 康氏)의 시조 강서(康庶)는 강지연(康之淵)의 6세손이다. 강서의 아들 강윤성(康允成)이 고려 충혜왕 때 문과에 급제하고 뒤에 한림학사(翰林學士), 이부시랑(吏部侍郞), 판삼사사(判三司事) 등을 지내고, 1343년에 문하찬성사(門下贊成事)로 임명되었다. 강윤성의 딸이 조선 태조의 계비(繼妃)로 신덕왕후(神德王后)가 되면서, 강윤성은 태조의 국구(國舅)로서 상산부원군(象山府院君)에 봉해지고 경안백(慶安伯)에 추봉되었다.

- 재령 강씨(載寧 康氏)의 시조 강득룡(康得龍)은 강지연(康之淵)의 8세손으로 조선 태조의 계비(繼妃) 신덕왕후(神德王后)는 그의 친누이동생이다. 강득룡은 고려 공민왕 때 삼사우사(三司右使)를 지내다가, 고려가 망하고 조선이 개국되자 불사이군(不事二君)을 결심, 관악산에 들어가 암자에 살면서 매일같이 산에 올라 개성을 향해 통곡하였는데, 이곳이 연주대(戀主臺)와 연주암으로 전해지고 있다. 후에 그의 후손들이 본관을 재령으로 하였다. 재령(載寧)이라는 지명은 황해도 재령(黃海道 載寧)을 뜻한다.

- 충주 강씨(忠州 康氏) 시조 강도(康度)는 강지연(康之淵)의 6세손으로 충원백(忠原伯)에 봉해졌다고 한다.

강(康)씨는 신천, 곡산(谷山), 재령(載寧), 충주(忠州), 진주(晉州), 평양(平壤) 등 10여 개 본관이 전해지고 있으나 신천·곡산·재령강씨가 대종을 이루며, 오늘날 신천 강씨 족보를 통합하였다고 한다.

## 왕실과의 인척관계
- 태봉 궁예 비 강씨(康妃)
- 고려 태조 제22비 신주원부인
- 조선 태조 계비 신덕왕후

## 과거 급제자
신천 강씨는 조선시대 문과 급제자 25명을 배출하였다.
고려 문과
강려(康慮)
문과
강미(康美) 강경희(康景禧) 강교년(康喬年) 강국룡(康國龍) 강문상(康文祥) 강백진(康伯珍)
강병적(康炳迪) 강석제(康錫濟) 강성로(康聖輅) 강성익(康聖翊) 강수학(康邃學)
강시갑(康始甲) 강시진(康時進) 강신(康愼) 강여중(康汝中) 강열(康說)
강우량(康友諒) 강욱(康昱) 강정하(康正夏) 강중진(康仲珍) 강진(康晉)
강취승(康就昇) 강치성(康致誠) 강현(康現) 강홍거(康鴻擧) 강효문(康孝文)
무과
강봉서(康鳳瑞) 강석구(康錫九) 강세량(康世良) 강세주(康世柱) 강연(康綖)
강용기(康龍基) 강유제(康裕濟) 강유흥(康有興) 강윤석(康允碩) 강윤석(康胤昔)
강이청(康以淸) 강이호(康履昊) 강익화(康益華) 강재오(康在五) 강제량(康濟良)
강제하(康濟夏) 강진남(康震男) 강천세(康千世) 강태우(康台禹) 강홍업(康弘業)
강효업(康孝業) 강후진(康侯晉) 강흥선(康興善) 강흥익(康興翊)
생원시
강경희(康景禧) 강계하(康繼夏) 강교년(康喬年) 강규섭(康奎燮) 강기원(康起元)
강대순(康大淳) 강민순(康敏淳) 강사성(康士成) 강사연(康士淵) 강석린(康碩鱗)
강석보(康錫輔) 강석삼(康錫三) 강수학(康邃學) 강식(康栻) 강신(康愼)
강억(康億) 강엄(康儼) 강열(康說) 강용석(康用錫) 강유(康鍒)
강유제(康有齊) 강유함(康維咸) 강윤제(康允濟) 강응(康凝) 강종일(康鍾日)
강주석(康柱石) 강중진(康仲珍) 강지순(康志淳) 강창조(康昌祚) 강치숙(康致肅)
강효문(康孝文)
진사시
강계렴(康繼濂) 강교년(康喬年) 강대언(康大彦) 강덕관(康德寬) 강륜(康崙)
강복성(康復誠) 강세헌(康世憲) 강수규(康秀奎)
강유문(康有文) 강은영(康殷英) 강응철(康應哲) 강이태(康履泰) 강제민(康濟民)
강주신(康胄信) 강중진(康仲珍) 강진후(康晉厚) 강현진(康顯晉) 강효창(康孝昌)
역과
강송년(康松年) 강준익(康俊益) 강흡(康洽)

## 항렬자
| 21세          | 22세              | 23세          | 24세              | 25세          | 26세              | 27세          | 28세              | 29세          | 30세              | 31세          | 32세              | 33세          | 34세              | 35세          | 36세              | 37세          | 38세              |
| ------------- | ----------------- | ------------- | ----------------- | ------------- | ----------------- | ------------- | ----------------- | ------------- | ----------------- | ------------- | ----------------- | ------------- | ----------------- | ------------- | ----------------- | ------------- | ----------------- |
| 온(溫) 익(益) | 口양(良) 口수(秀) | 공(恭) 태(泰) | 口검(儉) 口상(相) | 형(炯) 병(炳) | 口주(周) 口기(基) | 현(鉉) 종(鐘) | 口수(洙) 口순(淳) | 영(榮) 주(柱) | 口하(夏) 口환(煥) | 재(在) 교(敎) | 口흠(欽) 口선(善) | 한(漢) 낙(洛) | 口모(模) 口빈(彬) | 희(熙) 노(魯) | 口규(奎) 口중(重) | 석(錫) 진(鎭) | 口호(浩) 口원(源) |

## 인구
- 1985년 신천 강씨 12,286가구 50,733명 + 곡산 강씨 3,333가구 14,032명 + 재령 강씨 487가구 1,997명 = 66,762명
- 2000년 신천 강씨 13,909가구 44,259명 + 곡산 강씨 4,877가구 15,626명 + 재령 강씨 969가구 3,053명 = 62,938명
- 2015년 신천 강씨 52,945명 + 곡산 강씨 29,107명 + 재령 강씨 3,401명 = 85,453명

## 같이 보기
- 곡산 강씨
- 영강 강씨
- 진주 강씨 (康)
- 충주 강씨 (康)
- 재령 강씨